# 八木車站
八木車站（日语：／ Yagi eki */?）是一由西日本旅客鐵道（JR西日本）所經營的鐵路車站，位於日本京都府南丹市八木町，是山陰本線（嵯峨野線）沿線車站之一，在尚未合併成為南丹市之前，八木車站曾是所在行政區八木町的主車站。八木車站隸屬於JR西日本京都支社管轄範圍，但是由JR西日本的子公司JR西日本交通服務（ジェイアール西日本交通サービス）負責業務委託。

## 車站結構
對向式月台2面2線的地面車站。由於沒有轉轍器與絕對信號機被分類為停留所。站舍位於1號月台側，對側的2號月台以跨線天橋連絡。

### 月台配置
| 月台 | 路線     | 方向 | 目的地           |
| ---- | -------- | ---- | ---------------- |
| 1    | 嵯峨野線 | 上行 | 龜岡、京都方向   |
| 2    | 嵯峨野線 | 下行 | 園部、福知山方向 |

## 使用情況
1日平均上車人次如下表。
| 年度   | 1日平均 上車人次 |
| ------ | ---------------- |
| 1999年 | 1,836            |
| 2000年 | 1,792            |
| 2001年 | 1,759            |
| 2002年 | 1,715            |
| 2003年 | 1,688            |
| 2004年 | 1,660            |
| 2005年 | 1,712            |
| 2006年 | 1,663            |
| 2007年 | 1,635            |
| 2008年 | 1,630            |
| 2009年 | 1,584            |
| 2010年 | 1,545            |
| 2011年 | 1,571            |
| 2012年 | 1,553            |
| 2013年 | 1,597            |
| 2014年 | 1,542            |
| 2015年 | 1,557            |
| 2016年 | 1,534            |
| 2017年 | 1,523            |
| 2018年 | 1,507            |

## 相鄰車站
西日本旅客鐵道
 嵯峨野線（山陰本線）
■快速、■普通
千代川（JR-E13）－八木（JR-E14）－吉富（JR-E15）

## 外部連結
- 八木｜車站資訊：JR出門網 - 西日本旅客鐵道